# Bernard Hirsch

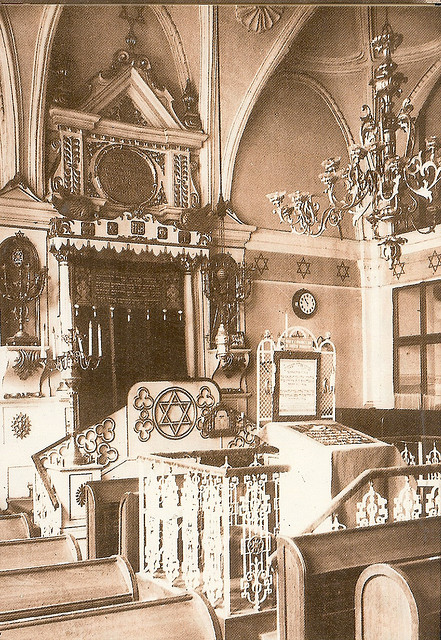
Interiér Vysoké synagogy na fotografii, Zikmund Reach v roce 1910. Tak tehdy Vysoká synagoga byla vnitřně zařízena, fotografie se zhruba shoduje se začátkem doby, kdy zde Hirsch působil.

Bernard Hirsch (8. ledna 1884, Trebišov – 19. října 1944, Osvětim), hebrejským jménem ברוך בן נפתלי צבי‎ Baruch ben Naftali Cvi, byl úředník, učitel, kantor a jedna z předních osobností židovské obce v Praze v období první republiky a během holocaustu. Byl kantorem Vysoké synagogy na pražském Josefově.

## Život
Bernard (Baruch) Hirsch se narodil 8. ledna 1884 v tradiční aškenázské, přísně ortodoxní rodině rodičům Neftalímu a Aně Hirschovým v Trebišově u Zemplína na Slovensku. O jeho mládí a vzdělaní není mnoho známo. Předpokládá se, že nějakou dobu strávil, patrně studijně, ve Slezsku, v dnešních polských Tarnovicích. Jisté je, že byl ženat, měl několik dětí – nejspíše tři, z nichž jmenovitě je známa dcera Judith (* 8. července 1911 Tarnovice), o níž není známo nic dalšího. Dochoval se cestovní doklad vydaný k 22. červnu 1920 a opravňující jej k cestě s dětmi na prázdniny do Trebišova.
Kdy přesně přišel do Prahy rovněž není známo, nejspíše během roku 1911. V tomto roce se také stal kantorem Vysoké synagogy, kde působil až do roku 1941, kdy byly veškeré bohoslužby nacisty zakázány.
Bydlel postupně minimálně na dvou adresách na pražském Josefově, a to Bílkova 19 (do roku 1919) a Dušní 11 (do 1942). O jednom z bytů se dokonce dochoval policejní spis z roku 1919, kdy bylo detektivy Rybákem a Novákem vyšetřováno možné Hirschovo zapojení do pomoci tzv. haličským uprchlíkům; zpráva nicméně konstatuje, že samotný Hirsch jakékoliv kontakty popírá a že jeho byt sloužil pouze k návštěvám členů židovské obce v otázkách náboženských a pracovních.
Hirsch byl patrně zaměstnancem pražského meziválečného ortodoxního rabinátu. Pracoval tam jako košer řezník a měl také na starosti náboženskou výuku mládeže, například připravoval chlapce na jejich bar micva. Josefovský rodák, spisovatel a přeživší Terezína i Osvětimi František R. Kraus věnoval Hirschovi poloautobiografickou vzpomínku v jedné ze svých povídek:
| „                                             | Ve Vysoké synagoze vedle Staronové bylo živo. Byla sobota dopoledne, krásný slunný den. Velkými obloukovitými okny sem svítilo teplé slunéčko. A na galerii pro ženy bylo právě tak plno, jako dole v oddělení mužů. U svatostánku, zlatem zdobeným, zpívá krásným barytonem černovousý kantor Hirsch. Pak přistupuje Poldík Schleissnerů. Má nový, modrý dvouřadý oblek a novou „anglickou“ čepičku. Má přehozen krásný čistý talis se zlatým okrajem, dar to synagogy tomuto nejnovějšímu barmicvájingelu. (…) „Borchů es adonaj hamvorach…“ Pevným hlasem říká Poldi bróche a pak maftír, nazpaměť vše, vše… nečte to, i když mu Hirsch ukazuje zlatým ukazovátkem – jemnou zlatou rukou na konci štíhlé zlaté tyčky – na Svaté písmo v nažloutlých a tak příjemně vonících pergamenech… Dobře to řekl! Pak mluví k němu pan rabín Schwarz. Pak Hirsch, kantor s krásným orlím nosem, černým plnovousem a krásnýma tmavohnědýma očima. | “ |
| — František R. Kraus: Hoši ze Svrabové čtvrti | |   |

Po okupaci setrval Hirsch na pozici kantora Vysoké synagogy až do roku 1941. Předvolání do transportu do ghetta v Terezíně (AAt / č. 808) dostal Hirsch v létě roku 1942. V Terezíně se mu následně podařilo přežít víc než dva roky a zřejmě se zde aktivně zapojil do náboženského a kulturního života v ghettu, jak jej ve svých skicách zaznamenali mnozí terezínští umělci. Posléze, po nechvalně proslulé návštěvě Červeného kříže v létě 1944, byl odtransportován z terezínského ghetta do Osvětimi. Zde jeho stopy končí, téměř jistě šel rovnou z vlaku do plynu.